# Sbor Dr. Karla Farského (Vyškov)
Sbor Dr. Karla Farského je kostel Církve československé husitské ve Vyškově. Je chráněn jako kulturní památka. Byl původně vystavěn místními Židy roku 1885 jako novorománská synagoga. Od počátku 20. století se však židovské osídlení v důsledku stěhování do velkých měst zmenšilo na několik desítek lidí, takže od roku 1926 se v synagoze již bohoslužby nekonaly. Židovská obec nakonec budovu roku 1929 prodala městu Vyškov, které zde umístilo sbírky městského muzea. Roku 1954 se vyškovské muzeum přestěhovalo do zadní části vyškovského zámku a budovu bývalé synagogy téhož roku odkoupila Církev československá, jež ji přebudovala na sbor.
Slavnostní otevření sboru proběhlo 7. července téhož roku a nese jméno Karla Farského, zakladatele a prvního patriarchy církve. V letech 1968 a 1969 byla opravena plechová střecha, další úpravy budovy (jak exteriéru, tak interiéru) proběhly v roce 1990 a 1991, kdy byla narušena statika následkem bourání sousedního domu. Další úprava interiéru proběhla v roce 2002. V roce 2019 byla synagoga prohlášena za kulturní památku a o rok později začala oprava stropu. Nakonec bylo přikročeno k celkové rekonstrukci, která byla završena restaurováním fasády v roce 2024. Pětiletá obnova synagogy stála přes 8 miliónů Kč.